# Kępy (województwo dolnośląskie)
Kępy (niem. Kampern) – wieś w Polsce położona w województwie dolnośląskim, w powiecie jaworskim, w gminie Wądroże Wielkie.

## Podział administracyjny
W latach 1975–1998 miejscowość administracyjnie należała do województwa legnickiego.

## Zabytki
Do wojewódzkiego rejestru zabytków wpisane są obiekty:
- kościół filialny pw. Podwyższenia Krzyża, z XIV w., przebudowany w XVI i XX w. Orientowany, murowany z kamienia, nakryty dachami dwuspadowymi[5].
- cmentarz przykościelny.